# イオー・ジマ (LPH-2)
イオー・ジマ (USS Iwo Jima, LPH-2) は、アメリカ海軍の強襲揚陸艦。イオー・ジマ級強襲揚陸艦の1番艦。艦名は硫黄島の戦いに因む。その名を持つ艦としては2隻目。
イオー・ジマは強襲揚陸艦として設計され、起工された最初の艦であった。イオー・ジマは海軍の揚陸作戦においてヘリコプターと海兵隊員を積み込み、「立体包囲攻撃」概念に基づき運用される艦であった。

## 艦歴
イオー・ジマは1959年4月2日にワシントン州ブレマートンのピュージェット・サウンド海軍造船所で起工した。1960年9月17日にハリー・シュミット夫人によって命名、進水し、1961年8月26日に艦長T・D・ハリス大佐の指揮下就役した。
整調後イオー・ジマは年末までカリフォルニア州の沿岸で揚陸演習に従事した。1962年4月、ジョンストン島で第8統合任務部隊に加わり、一連の核実験に関連してハワイ海域の島々から島民を退去させた。7月26日に核実験海域から真珠湾へ向かい、続いてサンディエゴへ航行、1962年8月10日に到着した。
9月にイオー・ジマはカリフォルニアで大規模揚陸演習に参加し、10月17日にサンディエゴを出航、最初の西太平洋配備に向かう。キューバ危機の緊張が高まる10月19日にイオー・ジマはサンディエゴに帰還、22日から27日にかけて海兵隊を乗艦させ、直ちにカリブ海に向けて出航した。アメリカ海軍の強力な機動部隊の1艦としてイオー・ジマは即応体制のまま12月まで巡航を行い、12月13日にサンディエゴに帰還した。

### 西太平洋配備
イオー・ジマは1963年前半まで母港を拠点として揚陸演習および訓練を行い、8月30日に西太平洋へ向けて出航した。第7艦隊に合流すると、ハワイからフィリピン、台湾までの範囲で活動した。
1963年10月31日、イオー・ジマはフィリピン海域を出航し南ベトナム沿岸での特別任務に従事、アメリカ国民の保護を行う。11月12日にスービック海軍基地に帰還し、続く数ヶ月間、海兵隊特別上陸部隊を乗艦させ沖縄および台湾での攻撃、上陸演習に費やした。弾薬を佐世保で降ろし、1964年4月13日にサンディエゴへ向けて出航、4月28日に到着した。カリフォルニア沿岸での海兵隊との揚陸訓練後、ロングビーチ海軍造船所でオーバーホールを行う。作業は1964年12月7日に完了し、ハワイ海域で回復訓練を行う。1965年3月13日、真珠湾を出航しサンディエゴへ向かい、6日後に到着した。

### ベトナム戦争
イオー・ジマは多くの物資と陸軍のヘリコプター、給油トラックおよび車両を格納庫、飛行甲板に搭載し、約1,000名の兵員が乗艦した。4月17日に真珠湾に到着、50名の海兵隊員が機材と共に下艦し、5月1日から2日にかけてブンタウで総計77機の陸軍ヘリが兵員と物資を乗せて発艦した。その後フィリピンのスービック湾に向かい、5月11日にチュー・ライへ上陸を行う部隊と物資が乗艦した。
イオー・ジマは1ヶ月間チュー・ライ沖に留まり、砂浜に飛行場を建設する海兵隊およびシービーの援護を行った。

### アポロ13号搭乗員の回収

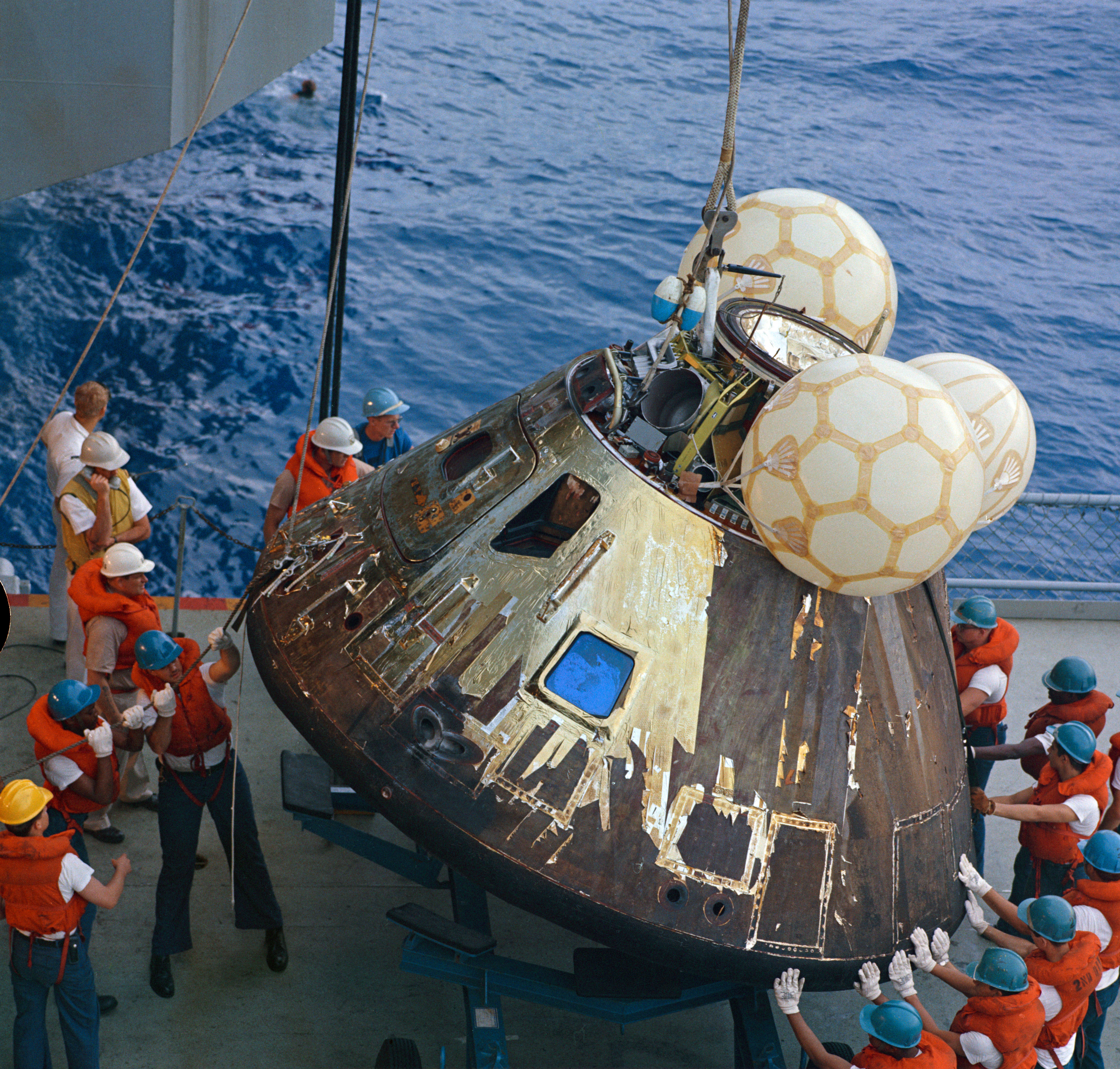
アポロ13号の司令船「オデッセイ」を回収するイオー・ジマ乗員

1970年4月17日、イオー・ジマは第130任務部隊の旗艦としてアポロ13号の宇宙飛行士の回収任務に当たった。
1995年に公開された映画『アポロ13』では、姉妹艦のニューオーリンズ (USS New Orleans, LPH-11) がその役を演じた。当時のイオー・ジマの艦長であるリーランド・E・カーケモ大佐の役は、映画の主人公であるジム・ラヴェル船長本人がカメオ出演している。

### 事故
1990年10月、イラクへの侵攻準備のため多くのアメリカ海軍艦艇がペルシャ湾に集結していた。イオー・ジマはその中の1隻であった。
10月中旬までに、イオー・ジマはペルシャ湾での活動を約2ヶ月間継続しており、艦の蒸気システムはいくつかの漏出が発生し、主缶は修理が必要な状態にあった。
イオー・ジマはバーレーンのマナーマでドック入りし修理を行う許可が与えられた。様々な補修が計画され、その中にはタービン発電機に動力を供給するメイン蒸気バルブのオーバーホールが含まれた。このバルブはボイラー境界停止弁と考えられた。この大きくボルトで覆いが締め付けられた境界弁のオーバーホールは政府検査官の監督の下地方の船舶営繕会社に委託された。作業は10月末に完了し、艦は艦隊に復帰する準備が完成した。数日間の港内での蒸気配管および設備試験に続いて、第2ボイラーの運転準備が午前8:00の出航時間に合わせて早朝に行われることが計画された。
すべてがうまくいくように思われた。出航直前に機関士は第2タービン発電機を通常の手順で始動させた。（注：艦が入港または出港しようとしているとき、もしくは危険な操縦状況においては、補足設備が使用され、その制御は艦橋によって行われる。）しかしながら、その位置のためにこのスタンバイ用発電機はめったに操作されることはなかった。そのため蒸気供給バルブの試験は見落とされたかもしれなかった。その結果、まさに出航直後の艦が湾内にいた時点でバルブの漏出が始まった。
瞬間、蒸気がバルブから勢いよく吹き出し始めた。機関員は艦橋で艦長に報告した。
艦長が艦を停止させ錨を降ろさせる前に、バルブの覆いは吹き飛ばされ、2基の大型ボイラーからの蒸気がボイラー室に吹き込んだ。ボイラー室にいた10名の機関兵全員が死亡した。数名がどうにかして蒸気が吹き込んだボイラー室から逃げ出すことができたが、数時間の苦しみの後死亡した。驚いたことに、艦はどうにかその錨を下ろして安全に停止した。同日遅く、タグボートがイオー・ジマを港内へ押し返した。
イオー・ジマは1993年7月14日に退役し、9月24日に除籍された。その後1995年12月18日にスクラップとして売却された。艦の艦橋部分はテキサス州カレッジステーションのアメリカンGIミュージアムで展示される。